# Strafzettel

Verwarnung der Polizei Sachsen

Organstrafverfügungsblock der Bundespolizeidirektion Wien, Deckblatt

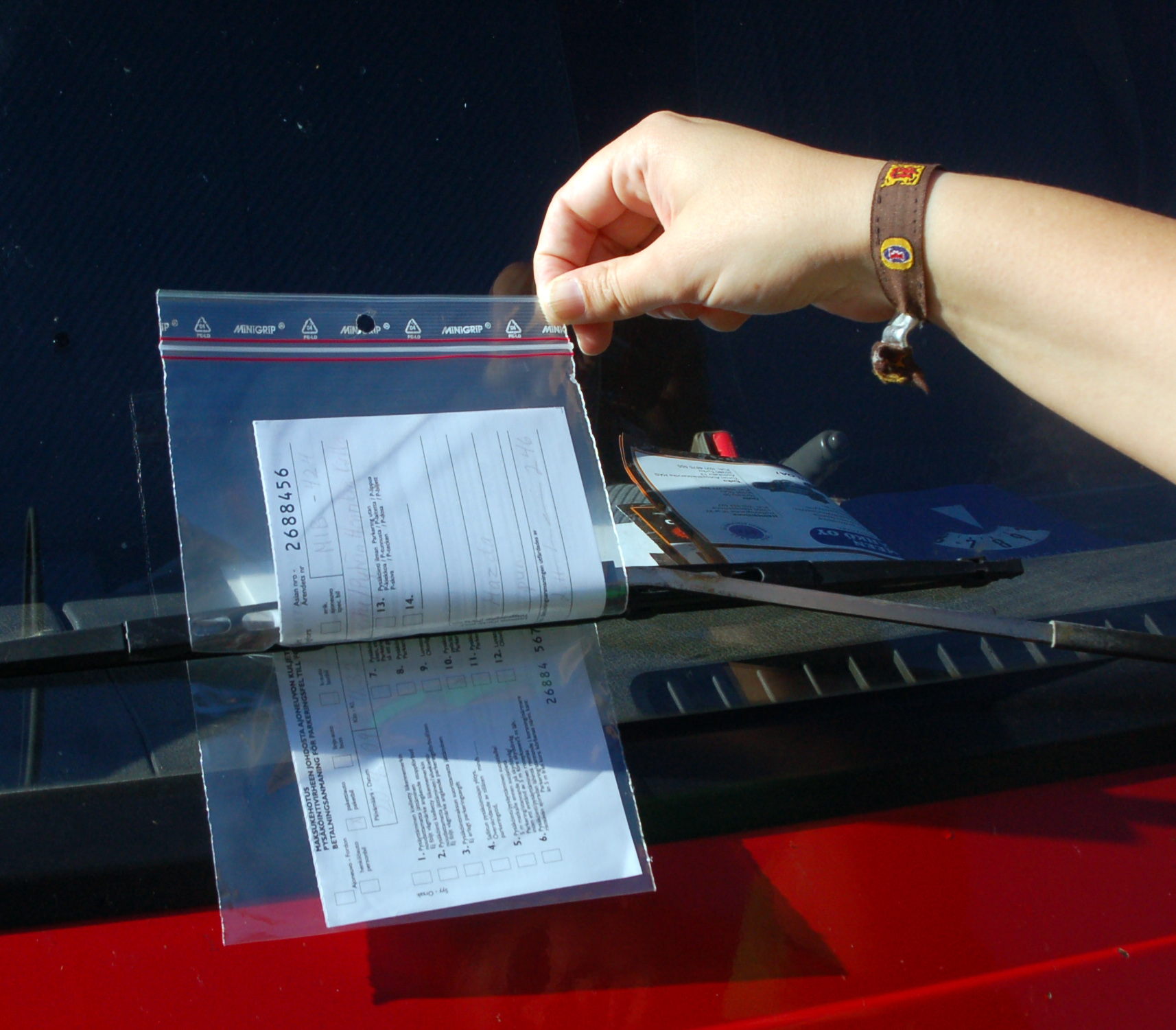
In Finnland werden Strafzettel stets vor Witterungseinflüssen geschützt eingetütet angeklemmt.

Unter Strafzettel oder Bußzettel, Bussenzettel (schweizerisch) werden umgangssprachlich diverse Ordnungswidrigkeitsverfahren aufgrund einer zahlungspflichtigen Verwarnung als Repressalie für eine Verfehlung im Verhalten eines Verkehrsteilnehmers verstanden.
Nationales:
- Verwarnung für Ordnungswidrigkeiten in Deutschland („Knöllchen“, kann auch ohne Strafe verfügt werden. Die Bezeichnung Knöllchen rührt laut Duden wohl aus der landschaftlichen (besonders rheinischen) Verkleinerungsform [Proto]köllchen von Protokoll unter scherzhafter Anlehnung an Knolle[1])
- Abgekürztes Verfahren in Österreich („Strafmandate“): Strafverfügung, Anonymverfügung, Organstrafverfügung (erstere beide werden durch Rückscheinbrief zugestellt)
- Ordnungsbusse in der Schweiz
- Strafmandat/Multa in Italien (Verwaltungs- und Steuerstrafen)[2]
- im Englischen wird von ticket gesprochen (im Straßenverkehr: traffic ticket),[3] als Ticket hat sich dieser Begriff auch in der deutschen Umgangssprache verfestigt.

Durch den Rahmenbeschluss 2005/214/JI bezüglich der gegenseitigen Anerkennung von Geldstrafen und -bußen können Strafzettel prinzipiell innerhalb der Europäischen Union vollstreckt werden.
Die Verjährung beträgt gemäß § 26 Abs. 3 StVG für Ordnungswidrigkeiten nach § 24 StVG drei Monate „solange wegen der Handlung weder ein Bußgeldbescheid ergangen noch öffentliche Klage erhoben ist, danach sechs Monate.“ Wird die Frist durch einen der in § 33 OwiG genannten Unterbrechungsgründe unterbrochen, so beginnt die sie nach Abs. 3 Satz 1 von vorne. Der Paragraf regelt in Abs. 3 Satz 2 auch, dass nach zwei Jahren die endgültige Verjährung eintritt. Nach § 34 OwiG zieht sich die Vollstreckbarkeit auf fünf Jahre, wenn ein Bescheid in Höhe von über 1000,00 Euro vorliegt. Sollte die Summe unter diesem Wert liegen, beläuft sich die Strafe auf drei Jahre.